# Alexandrine Martin
Pour les articles homonymes, voir Martin.
Alexandrine Martin, née à Mâcon le 30 août 1816 et morte dans la même ville le 2 janvier 1886, est une artiste peintre et pastelliste française. Élève de Charles de Steuben, elle a été active à Paris, où elle a exposé au Salon en 1846 et 1849, puis à Moulins.

## Biographie
Native de Mâcon, Andréa Louise Alexandrine Martin étudie la peinture à Paris auprès de Charles de Steuben, comme sa sœur aînée Irma Martin avant elle. Dans les années 1840, elle réside au 39, rue de Grenelle-Saint-Germain avec ses sœurs Glady et Irma.
Elle fait ses débuts au Salon en 1846. Sur les six tableaux qu'elle soumet au jury, quatre sont acceptés ; il s'agit de deux portraits et de deux tableaux inspirés d'œuvres littéraires contemporaines : La Tristesse, d'après un passage des Nouvelles Méditations poétiques (1823) de Lamartine et Consuelo d'après le roman éponyme de George Sand publié en 1843. Les romans de Sand se révèlent à cette époque des sources d'inspiration fréquentes où puisent les artistes : au seul Salon de 1846, deux autres tableaux s'inspirent de passages tirés de la plume de cette romancière : La Dribe (no 1068) d'Adèle Langrand, d'après Le Péché de Monsieur Antoine et Femme du peuple (no 861) de Guermann-Bohn, d'après le roman André (1835).
La suite de la carrière de la jeune peintre au Salon est beaucoup moins favorable. En 1847, les six œuvres qu'elle soumet au jury du Salon sont refusées ; en 1849, seule une des deux œuvres qu'elle propose est acceptée, une étude de jeune fille au pastel. Au moment où elle expose cette dernière peinture, Alexandrine Martin s'est établie à Moulins, le livret du Salon indiquant une double adresse : « à Moulins ; et à Paris, 14, rue des Marais-Saint-Germain » (renommée rue Visconti en 1864).
En 1862, elle habite toujours à Moulins et participe à l'exposition archéologique et artistique locale.

## Expositions
Salon de Paris, 1846
- La Tristesse (no 1264), d'après Lamartine ;
- Consuelo (no 1265, d'après l'œuvre de George Sand) ;
- Portrait de Mlle C. A… (no 1266) ;
- Portrait de Mlle J. M… (no 1267).

Salon de Boulogne-sur-Mer, 1847
- La Tristesse (no 477) (tableau déjà exposé au Salon de Paris en 1846) ;
- Jeune fille terminant sa toilette, pastel (no 478).

Salon de Paris, 1849
- Étude de jeune fille, pastel (no 1425).

Moulins, Exposition archéologique et artistique, 1862
- Portrait de M. T** (no 216) ;
- Portrait de mademoiselle **, pastel (no 217) ;
- Portrait de mademoiselle C** (no 218).